# Strafcorner

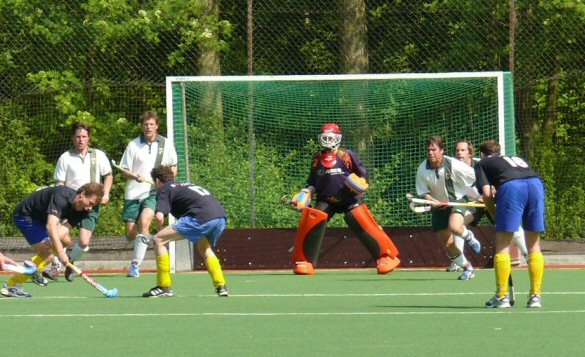
Deze strafcorner wordt gesleept door de aanvaller uiterst links op de foto. De verdedigers zijn gestart vanaf de achterlijn. De aangever staat niet op de foto.

Een strafcorner (ook wel corner, korte hoekslag en strafhoekslag genoemd) wordt bij (veld)hockey toegekend na een overtreding van een verdediger in de cirkel of na een zware of opzettelijke overtreding door een verdediger achter de 23-meterlijn, maar buiten de cirkel. Bij de strafcorner neemt de verdedigende partij plaats achter de achterlijn en de aanvallende buiten de cirkel. De verdedigende partij bestaat uit maximaal vijf spelers (incl. keeper). Pas als de aangever de bal speelt mogen de verdedigers en de aanvallers de cirkel betreden. De bal moet buiten de cirkel worden gestopt en een geslagen bal telt alleen als deze op plank-hoogte de doellijn passeert.

## Cirkel
In het veld bevinden zich twee cirkels die ieder twee streepjes (van 10-20 cm) aan beide zijden van het doel hebben. De twee buitenste streepjes in de cirkels zijn bedoeld als plaats waar men de corner mag nemen.

## Toekenning
Wanneer de verdedigende partij in de cirkel een overtreding begaat: een bal op de voet, bolle kant, afhouden, gevaarlijk spel en ook de bal met opzet over de achterlijn spelen door de verdedigende partij, wordt door de scheidsrechter afgefloten en wordt een strafcorner toegekend aan de aanvallende partij. Dit geldt ook voor een zware of opzettelijke overtreding door een verdediger tussen de 23-meterlijn en de cirkel. Binnen de cirkel leidt zo'n overtreding tot een strafbal. Ook als een verdediger door een overtreding een doelpunt voorkomt volgt een strafbal.

## Uitvoering
De aanvallende partij moet de bal op de achterlijn nemen vanaf een van de buitenste cirkelstreepjes (ten minste tien meter van het doel). Zij mag zelf kiezen of ze van links of rechts van het doel aangeeft. De nemer moet minstens één voet buiten het speelveld aan de grond hebben en moet de bal in het veld brengen. Zowel een slag als een push zijn hierbij toegestaan. Aan de rand van de cirkel staan medespelers klaar om de bal op te vangen en hem laag te slaan of te slepen op het doel nog voordat de verdedigers er aankomen. Hiervoor bestaan verschillende varianten.
De verdedigende partij moet met vier veldspelers en een keeper achter de achterlijn staan op het moment van spelen. De andere spelers staan achter de middellijn of op de middellijn, zij mogen pas na het moment van spelen terug rennen naar de verdediging om te helpen. Na dat moment van spelen mogen de verdedigers die achter de lijn van het doel staan uitlopen om hun doel te verdedigen; meestal rennen twee spelers op de kop van de cirkel af en zijn er lijnstoppers die de ballen waar de keeper niet bij kan weghouden.
De scheidsrechters staan op verschillende plekken. Eén staat aan de rand van de cirkel met een hand omhoog om aan te geven of de corner genomen mag worden en kijkt ook of er niet te vroeg wordt uitgelopen. Als dit gebeurt, moet de strafcorner opnieuw genomen worden en moet een van de te vroeg uitgelopen verdedigers achter de middenlijn plaatsnemen ("te vroeg uitlopen" betekent "doorlopen") en mag niet vervangen worden. In het geval dat de keeper te vroeg uit loopt moet een van de verdedigers achter de middenlijn plaats nemen. Gebeurt dit 3 keer, wordt er een strafbal genomen. De andere scheidsrechter staat ter hoogte van de middellijn en houdt het overzicht.

## Doelpunt afgekeurd
Er kan niet uit een corner worden gescoord voordat de bal buiten de cirkel is geweest. Gebeurt dit niet al bij het aangeven, dan wordt er wel doorgespeeld maar dan geldt een eventueel doelpunt niet tenzij de bal op een later moment buiten de cirkel is geweest. Wanneer de bal de doellijn is gepasseerd telt het doelpunt in principe. Echter bij een strafcorner zijn er extra regels. De eerste bal mag niet hoog op het doel geslagen worden, de plank maakt hierin onderscheid. Wel mag de bal hoog gesleept of gepusht worden. Spelers als Taeke Taekema, Maartje Paumen, Roderick Weusthof, Chris Ciriello, Tom Boon en Sohail Abbas zijn hierin specialist.

## Specialisten
| - Sohail Abbas - Khalid Bashir - Floris Jan Bovelander - Craig Davies - Carsten Fischer - Calum Giles - Taco van den Honert - Jim Irvine - Seong Seo Kim - Shanmuganathan Kuhan - Florian Kunz - Harrie Kwinten - Bram Lomans - Jorge Lombi - Hayden Shaw - Sandeep Singh - Jay Stacy - Taeke Taekema - Mink van der Weerden - Roderick Weusthof - Christopher Zeller - Luke Doerner - Chris Ciriello - Tom Boon - Ashley Jackson - Alexander Hendrickx | - Fieke Boekhorst - Toos Bax - Helen van der Ben - Lisanne Lejeune - Dillianne van den Boogaard - Ageeth Boomgaardt - Lizzy Igasan - Maartje Paumen - Claire Visser - Noel Barrionuevo - Eva de Goede - Anna Flanagan - Yibbi Jansen - Frédérique Matla - Caia van Maasakker |

## Geschiedenis
De strafcorner heeft vele regelwijzigingen gekend. Hij werd al ingevoerd in 1908 (internationaal reglement) en toen was het de bedoeling dat alle aanvallers (exclusief de aangever) buiten de cirkel en alle verdedigers achter de doellijn moesten plaatsnemen. De regels schreven verder voor dat een bal na het aangeven eerst moest worden gestopt, voordat een schot op het doel kon worden gelost. In die tijd was het ook mogelijk om een bal te stoppen met de hand of met de voet. Wanneer dit herhaaldelijk gebeurde kon een strafbully worden gegeven.
Het gebruik van de voet werd in 1938 verboden, maar de zogeheten handstop bleef een belangrijk onderdeel van de strafcorner totdat dit ook werd verbannen na 1982. Tot die tijd was er dan dus sprake van een aangever, een handstopper en een schutter die de bal in de goal probeerde te slaan. In 1961 werd het maximum aantal verdedigers (inclusief doelman) dat achter de doellijn moest plaatsnemen gesteld op zes. De rest moest plaatsnemen achter de 23-meterlijn en twee jaar later moesten zij vanachter de middellijn vertrekken.
In 1987 werd het aantal verdedigers tijdens de strafcorner van zes teruggebracht naar vijf en in dat jaar werd ook de regel ingevoerd dat het eerste schot op doel niet hoger mag zijn dan 18 inches, oftewel plankhoogte. In 1995 werd de aangeefplek op de achterlijn vastgesteld op 10 yards (914,4 cm) vanaf het doel, want voorheen kon worden aangegeven vanaf ten minste die afstand (in 2000 werd dit met een markering in het veld duidelijk gemaakt). Tussen 1995 en 1998 was het mogelijk om tijdens de strafcorner door te wisselen.
In 1999 werd als regel ingevoerd dat de strafcorner moet worden afgemaakt als het rust- of eindsignaal heeft geklonken. In 1996 werd de regel ingevoerd dat de aangegeven bal buiten de cirkel moet worden gestopt, voordat een doelpoging kan worden ondernomen.
In 2003 is het stoppen van de bal niet meer noodzakelijk, maar moet deze wel nog altijd even buiten de cirkel zijn geweest.